# El juego del amor y del azar (película de 1944)
 El juego del amor y del azar  es una película de Argentina en blanco y negro dirigida por Leopoldo Torres Ríos según su propio guion basado en la obra homónima de Pierre de Marivaux que se estrenó el 23 de junio de 1944 y que tuvo como protagonistas a Silvia Legrand, Roberto Airaldi, Severo Fernández y Eloísa Cañizares.
Pierre Carlet de Chamblain de Marivaux (1688 - 1763) fue un novelista y dramaturgo francés, famoso por sus piezas de enredo amoroso y galante, en las que no falta la crítica social y moral.
Una versión fílmica posterior de la pieza fue Le jeu de l'amour et du hasard, una película de Suiza dirigida por Jean Liermier y Elena Hazanov de 2010. 

## Sinopsis
Cuando está por llegar a su casa el hombre que su padre quiere imponerle como esposo, una joven cambia de personalidad con su criada. La película está ambientada en dos épocas, la contemporánea a la realización y los tiempos de Luis XV.

## Reparto
- Silvia Legrand …Silvia, la señorita
- Roberto Airaldi …Dorante, chófer
- Severo Fernández …Arlequín
- Eloísa Cañizares …Lisette, mucama
- Francisco Pablo Donadío …Orgón
- Alfredo Jordán …Mario, el hermano
- Emilio Almanzor …Misántropo
- Nora Gilbert …Una máscara

## Comentarios
Para Manrupe y Portela es una Interesante comedia con un aceptable trabajo del director y la protagonista a pesar de un libro desacertado y Calki escribió sobre el filme:

”La parodia del brazo con los inevitables anacronismos, alterna con la fase romántica de la trama, cosechando efectos reideros. La endeblez del enredo cobra así mayor variedad de acción."

Por su parte Roland opinó:

”la comedia de Marivaux en la película es el sueño de una mujer moderna... comicidad de buena ley con precariedad excesiva de medios ha dirigido L. Torres Ríos."